# Петрова, Елена Николаевна
Елена Николаевна Петрова (3 июня 1908, Москва — 27 июля 2000, Москва) — советский кинооператор киностудии «Союзмультфильм». Оператор таких знаменитых фильмов как «Спортландия», «Человечка нарисовал я», «Лиса, бобёр и другие», «Фунтик и огурцы», «Чиполлино», «Большие неприятности», «Дикие лебеди», «Три толстяка», «Шайбу! Шайбу!», «Почта», «Бременские музыканты», «Ну, погоди!», «Маугли», «Бабочка» и оператор дебютов Зинаиды и Валентины Брумберг, Александра Иванова, Витольда Бордзиловского.

## Биография
Родилась 3 июня 1908 года в Москве.
В 1935 году окончила краткосрочные курсы фотокорреспондентов при Доме печати и поступила на работу в экспериментальную киностудию имени Виктора Смирнова.
Была оператором киностудии «Союзмультфильм» (1936—1973).
Первая в России женщина-оператор мультипликационного кино, стоявшая у истоков киностудии «Союзмультфильм». Окончив курсы фотокорреспондентов, она была направлена на студию в качестве ассистента кинооператора.
В первые 20 лет своей работы на киностудии «Союзмультфильм» работала с Николаем Воиновым.
В 1973 году ушла на пенсию.
Умерла 27 июля 2000 года в Москве.

## Фильмография
| * «Возвращённое солнце» (1936) - «Здесь не кусаются» (1937) - «Краденое солнце» (1943) - «Дом № 13» (1945) - «Зимняя сказка» (1945) - «Пропавшая грамота» (1945) - «Тихая поляна» (1946) - «Сказка о солдате» (1948) - «Слон и муравей» (1948) - «Лев и заяц» (1949) - «Скорая помощь» (1949) - «Дудочка и кувшинчик» (1950) - «Кто первый?» (1950) - «Чудо-мельница» (1950) - «Ночь перед Рождеством» (1951) - «Таёжная сказка» (1951) - «Зай и Чик» (1952) - «Снегурочка» (1952) - «Полёт на Луну» (1953) - «Храбрый Пак» (1953) - «На лесной эстраде» (1954) - «Опасная шалость» (1954) - «Остров ошибок» (1955) - «Стёпа-моряк» (1955) - «Аист» (1956) - «В яранге горит огонь» (1956) - «Двенадцать месяцев» (1956) - «Лесная история» (1956) - «Палка выручалка» (1956) - «Исполнение желаний» (1957) - «Храбрый оленёнок» (1957) - «Золотые колосья» (1958) - «Спортландия» (1958) - «Тайна далёкого острова» (1958) - «День рождения» (1959) - «Легенда о завещании мавра» (1959) - «Железные друзья» (1960) - «Золотое пёрышко» (1960) - «Лиса, бобёр и другие» (1960) - «МуК (Мультипликационный Крокодил) № 2» (1960) - «Человечка нарисовал я» (1960) - «Большие неприятности» (1961) - «МуК (Мультипликационный Крокодил) № 4» (1961) - «МуК (Мультипликационный Крокодил) № 6» (1961) - «Фунтик и огурцы» (1961) | * «Чиполлино» (1961) - «Дикие лебеди» (1962) - «Африканская сказка» (1963) - «Мы такие мастера» (1963) - «Снежные дорожки» (1963) - «Три толстяка» (1963) - «Почта» (1964) - «Следы на асфальте» (1964) - «Шайбу! Шайбу!» (1964) - «Всё в ажуре („Фитиль“ № 39)» (1965) - «Где я его видел?» (1965) - «Лягушка-путешественница» (1965) - «Гордый кораблик» (1966) - «Дорогая дорога („Фитиль“ № 46)» (1966) - «Иван Иваныч заболел…» (1966) - «Сегодня день рождения» (1966) - «Это не про меня» (1966) - «Снежная королева» (1966, мультипликационная вставка) - «Гора динозавров» (1967) - «Маугли. Ракша» (1967) - «Межа» (1967) - «Пророки и уроки» (1967) - «Четверо с одного двора» (1967) - «Матч-реванш» (1968) - «Маугли. Похищение» (1968) - «Орлёнок» (1968) - «Собственник („Фитиль“ № 69)» (1968) - «Бременские музыканты» (1969) - «Ну, погоди! (выпуск 1)» (1969) - «Маугли. Последняя охота Акелы» (1969) - «Странная птица» (1969) - «Фальшивая нота» (1969) - «Маугли. Битва» (1970) - «Метеор на ринге» (1970) - «Ну, погоди! (выпуск 2)» (1970) - «Маугли. Возвращение к людям» (1971) - «Ну, погоди! (выпуск 3)» (1971) - «Песни огненных лет» (1971) - «Старая игрушка» (1971) - «Чужие следы» (1971) - «Ну, погоди! (выпуск 4)» (1971) - «Бабочка» (1972) - «Ну, погоди! (выпуск 5)» (1972) - «Песня о юном барабанщике» (1972) - «Утёнок, который не умел играть в футбол» (1972) - «Фока — на все руки дока» (1972) - «Ну, погоди! (выпуск 6)» (1973) |